# Архив Дубровника
Государственный архив в Дубровнике (хорв. Državni arhiv u Dubrovniku) — государственный архив Хорватии, расположенный в Дубровнике.
Основан в 1278 году. Содержит богатые фонды документов Дубровницкой республики и соседних государств. Основной архив расположен во дворце Спонца в Дубровнике. Подразделения архива, открытые в 2002 году, действуют в окрестностях Дубровника: городе Меткович и в селе Жрново на острове Корчула.

## История
История архива ведёт своё начало с 1278 года, когда власти Дубровника приняли решение о создании городской нотариальной конторы для хранения юридических документов. Первым руководителем конторы в том же году был назначен итальянец Томасино де Савере. Среди документов того времени были долговые бумаги, договоры купли-продажи, брачные договоры, завещания. В период существования независимой Дубровницкой республики с XV века по 1808 год в архив попадали государственные акты. За время своего существования архив накопил большое количество грамот и других дипломатических документов, в том числе из стран Западной Европы, России и США. Большинство исторических документов были написаны на латыни, а также на итальянском, хорватском и турецком языках.
С середины XV века архив располагался в Княжеском дворце. Документы государственной важности хранились в сакральном центре города — Дубровницком соборе. Кроме этих двух архивов в Дубровнике существовали и другие, например архиепископский архив, который сгорел в пожаре 1667 года. Термин «архив» применительно к дубровницкому архиву впервые упоминается в 1599 году. С 1760 года все архивные документы были собраны в одном месте — Княжеском дворце. Государственный архивариус Дубровника впервые упоминается в 1783 году. В том же году наиболее важные документы были разделены на 14 серий, остальные — на 10 банков от буквы А до буквы К.
В конце XIX века архив был перестроен на современных началах: документы были объединены в серии «Завещания», «Разные документы Канцелярии», «Решения Советов» и другие. В 1920 году архив был преобразован в самостоятельное учреждение. С 1952 года архив располагается во дворце Спонза. В 1991 году во время войны в Хорватии было сильно повреждено здание архива.

## Фонды
Старейший документ архива — булла папы Бенедикта VIII к дубровницкому архиепископу Виталу от 1022 года. Архив состоит из более чем 400 фондов и коллекций. Документы, относящиеся к Дубровницкой республике, насчитывают свыше 100 тысяч единиц и свыше 7000 книг. Печатные книги и рукописи знаменитых учёных и писателей, включая Ивана Гундулича и Марина Гетальдича. Коллекция старинных карт, планов, эскизов, открыток, фотографий, газет и журналов.